# Легеза Іриней
Іриней Легеза (1 квітня 1861, с. Тур'я Бистра, теп. Перечинський район, Закарпатська область — 8 вересня 1929, там само, Клинове; псевдонім: Іван Лоцуга) — український письменник і громадський діяч.

## Життєпис
Народився 1 квітня 1861 року в селі Тур'я Бистра, Перечинського району в сім'ї священика. Навчався в Ужгородській гімназії та духовній семінарії, після закінчення якої працював парохом у рідному селі Клиновому. Там розгорнув громадську працю, організовував кредитні каси, кооперативи, «Братства тверезості», закликав будувати школи, вів антиалкогольну боротьбу серед своїх прихожан та ін.
Одночасно писав статті на сільськогосподарські теми, а також — оповідання. Вони часто друкувалися в часописі «Наука» та «Місяцеслов». Оповідання І. Легези можна згрупувати за темами: гумористичні («Циган і смерть», «Як став Максим віщуном», «Кінець фіґлям»), психологічно-моралізаторські («Андрій, блудний син», «Св. вечір», «Чорна яма», «Жебрак», «В'язник», «Як продав Ондуляк Тирчуну»), соціально-побутові («Чичанич», «Бочка зі сливами», «Скупий Іцко», «Послідня карта»). Він писав про скупість глитаїв, моральне їх виродження та убогість думки; протиставляв їм здоровий глузд селян-лемків.
Після смерті автора у 1929 році, оповідання Івана Легези часто передруковувалися в різних газетах і журналах, але окремою книжкою так і не вийшли.

## Джерело
- Українська література [Архівовано 17 січня 2013 у Wayback Machine.]

| S: | Твори цього автора перебувають у суспільному надбанні. Ви можете допомогти проєкту, додавши їх у Вікіджерела. |